# 无鳞蝇子草
无鳞蝇子草（学名：Silene esquamata）是石竹科蝇子草属的植物，是中国的特有植物。分布于中国大陆的四川、云南等地，生长于海拔1,800米至4,000米的地区，一般生长在石质草坡和灌丛中，目前尚未由人工引种栽培。